# بیلی هریسون (بازیکن فوتبال، زاده ۱۸۸۶)
بیلی هریسون (انگلیسی: Billy Harrison; ۲۷ دسامبر ۱۸۸۶ – اوت ۱۹۴۸ (age 61)) بازیکن فوتبال اهل بریتانیا بود.
از باشگاه‌هایی که در آن بازی کرده‌است می‌توان به باشگاه فوتبال کرو آلکساندرا، باشگاه فوتبال ولورهمپتون واندررز، باشگاه فوتبال منچستر یونایتد، باشگاه فوتبال پورت ویل، و باشگاه فوتبال ورکسام اشاره کرد.
وی همچنین در تیم ملی فوتبال Football League بازی کرده‌است.